# 聖索夫羅尼海穹
62°43′49″S 61°13′12″W / 62.73028°S 61.22000°W

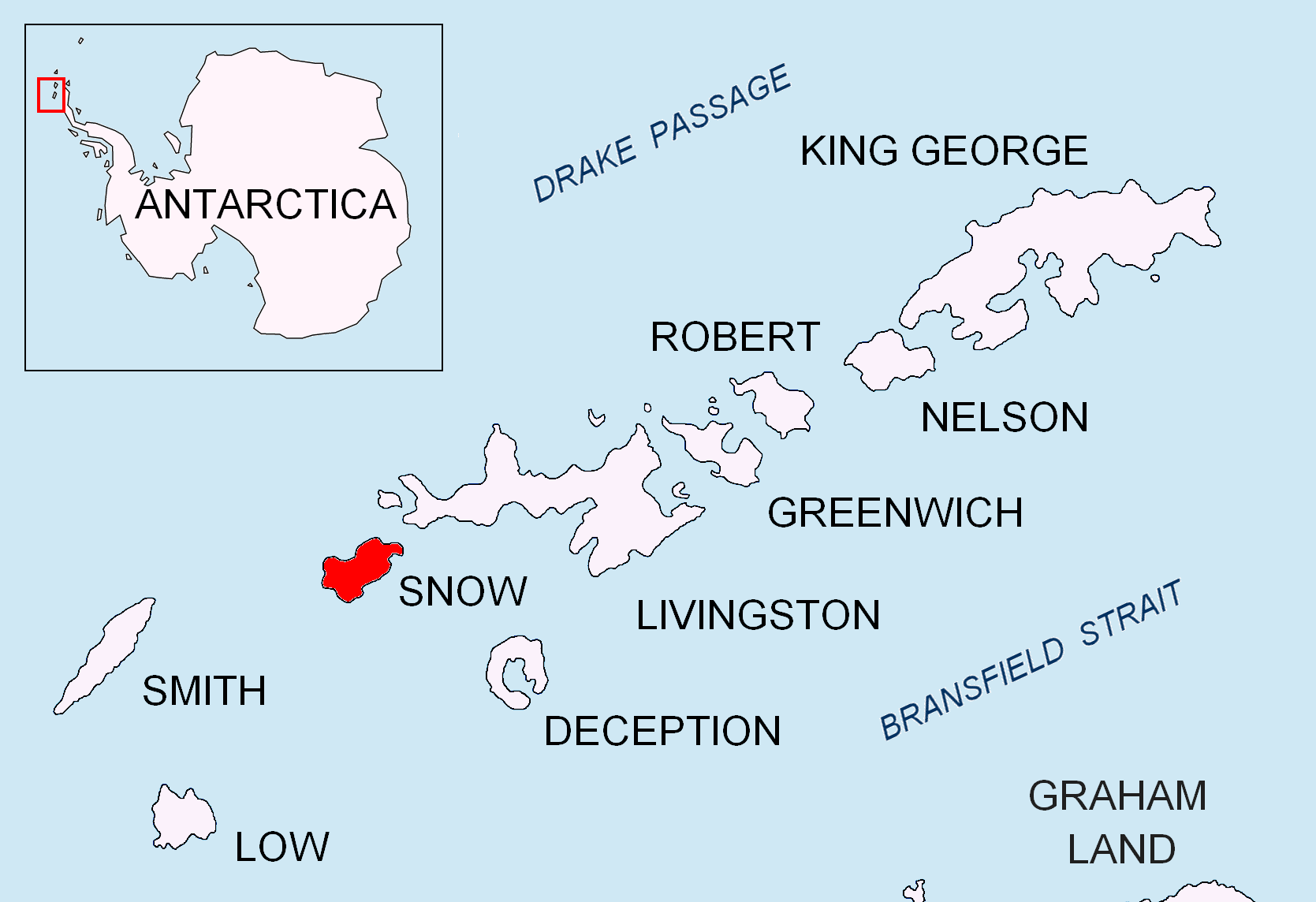

聖索夫羅尼海穹是南極洲的海穹，位於南設得蘭群島的雪島東北部，處於普雷錫登特角東北端西南面1.3公里，海拔高度107米，現時由南極條約體系管理。

## 外部連結
- St. Sofroniy Knoll. （页面存档备份，存于） SCAR Composite Gazetteer of Antarctica.